# بیل دیردن
بیل دیردن (انگلیسی: Bill Dearden؛ زادهٔ ۱۱ فوریهٔ ۱۹۴۴) بازیکن فوتبال اهل بریتانیا است.
از باشگاه‌هایی که در آن بازی کرده‌است می‌توان به باشگاه فوتبال چسترفیلد، باشگاه فوتبال کرو آلکساندرا، باشگاه فوتبال اولدهام اتلتیک، و باشگاه فوتبال شفیلد یونایتد اشاره کرد.